# Lista de representantes permanentes da Chéquia nas Nações Unidas
Esta é uma lista de representantes permanentes da Chéquia, ou outros chefes de missão, na Organização das Nações Unidas, em Nova Iorque.
A Chéquia (República Checa) foi admitida como membro das Nações Unidas a 19 de janeiro de 1993.
| Início | Término | Representante permanente (Chefe de missão) | Cargo                    | Credenciais            |
| ------ | ------- | ------------------------------------------ | ------------------------ | ---------------------- |
| 1993   | 1993    | Vladimír Galuška                           | Representante permanente |                        |
| 1993   | 1997    | Karel Kovanda                              | Representante permanente |                        |
| 1997   | 2001    | Vladimír Galuška                           | Representante permanente | 24 de abril de 1997    |
| 2001   | 2006    | Hynek Kmoníček                             | Representante permanente | 23 de outubro de 2001  |
| 2006   | 2011    | Martin Palouš                              | Representante permanente | 11 de setembro de 2006 |
| 2011   | 2016    | Edita Hrdá                                 | Representante permanente | 24 de janeiro de 2011  |
| 2016   | atual   | Marie Chatardová                           | Representante permanente | 2 de agosto de 2016    |